# Velandia y La Tigra
Velandia y La Tigra es un proyecto musical colombiano que interpreta un género propio denominado "rasqa", el cual tiene como raíces el rock y los aires tradicionales de la zona andina de su país.

## Historia
Velandia y La Tigra es un proyecto liderado por el guitarrista, cantante y compositor Edson Velandia, alumno del compositor y director de orquesta Blas Emilio Atehortúa. Hasta 2006, Velandia hizo parte de Cabuya, grupo de gran importancia en la historia reciente de la música urbana colombiana, con quien editó el álbum Comienza el garroteo (2004).  La agrupación fue liderada por el músico, compositor, productor y cantante Sergio Arias Amaya, también fundador de los proyectos Sidestepper y Malalma.
Con la propuesta denominada "rasqa", estilo urbano creado por la banda, Velandia y La Tigra presentó Once rasqas, su primer trabajo discográfico. Este álbum recibió elogiosos comentarios por su calidad musical y por la inclusión de interludios entre sus canciones bajo el rótulo de "ficción popular colombiana".
El grupo se presentó en la edición de 2008 del festival Rock al Parque, donde recibieron muy buenos comentarios por la teatralidad y el humor de su puesta en escena, la cual incluía la aparición del vocalista disfrazado con una cabeza de burro.
En junio de 2009, Velandia y La Tigra presentó Superzencillo, su segundo álbum. El tema "Chuvak" se ubicó en los primeros lugares en las emisoras de RTVC, Radiónica y Radio Nacional. Superzencillo fue seleccionado por la revista Semana dentro de los diez mejores discos colombianos de 2009. La revista Rolling Stone lo ubicaría como una de las 50 producciones más importantes de la música colombiana de lo que va del siglo XXI, en una publicación del 2023.
En 2010, Velandia y la Tigra lanzó Oh porno, su tercera producción discográfica. Como parte de la promoción del álbum, la banda realizó la gira "Piedecuesta-La Patagonia", la cual incluyó 34 presentaciones en ciudades de Colombia, Perú, Ecuador, Bolivia y Argentina y la presentación del sencillo "Tons qué". De regreso a su país, presentaron el trabajo 10 mentiras, una sátira a la conmemoración del Bicentenario de la Independencia.
Velandia se presentó en el festival Jazz al Parque 2011 en el cual Velandia dirigió la Big Band Bogotá durante un tema, en vez de usar una batuta para dirigirla usó un machete; y el 11 de diciembre de 2009 fueron los teloneros del concierto de Squirrel Nut Zippers en la ciudad de Bogotá.
Posteriormente, Edson Velandia continúa con una serie de trabajos solistas, donde únicamente toca guitarra acústica. En 2016 lanza su nuevo álbum, El Karateka, la radio nacional RTVC estrena la cumbia despechada  (Dj Trucha). El 15 de septiembre de 2023, luego de una pausa, Velandia y la Tigra edita Proverbios burros, que recoge varios EP y temas de otros discos editados en solitario por Edson. En esta ocasión, los temas se presentan con colaboraciones con músicos como Aterciopelados, Marco Fajardo, Eufox, El Supersón Frailejónico y Dj Trucha. El disco explora otras sonoridades gracias a la variedad instrumental de los integrantes de Velandia y la Tigra como grupo.

## Integrantes Actuales
- Edson Velandia, "El Ninja de Piedecuesta" (guitarra, voz)
- Daniel Bayona, "Cabeza de Hacha" (bajo)
- Henry Nicolás Rincón(batería)
- Jorge Emilio "El León" Pardo (trompeta)
- Sergio "El Yoyo Yeyo" Jaimes (dirección escénica)
- Camilo "El Alivio" González (ingeniero de sonido en vivo)
- Gabriel Matute, "El Indio" (bajo)
- Juan Pablo Cediel (teclados y tiple)
- Demetrio Reznik   (trombón)
- Carlos Andrés Rodríguez ¨ Dj Trucha ¨( samples, sintes y tornamesa)
- Oscar Acevedo (piano)

## Discografía

### Álbumes de estudio
- Once rasqas (Cinechichera Producciones, 2007)
- Superzencillo (Cinechichera Producciones, 2009)
- Oh, Porno! (Cinechichera Producciones, 2010)
- Egippto: reqien rasqa pa cielito (Cinechichera Producciones, 2011)
- La Lengua del León (EP) (Cinechichera Producciones, 2011)
- Proverbios burros (2023)

### Videoclips
- El sietemanes (2007)
- La cuña (2008)
- Dejo (2008)
- La guarapera (2009)
- Balada (2009)
- I'm Burro (2009)
- El paracaídas (2010)
- Naranjas (2010)
- Fría (2011)
- El Chulo (2011)
- Zapatos (2023)
- Venezuela (2023)